# José Diego Montesinos
José Diego Montesinos fue un político peruano. 
Fue elegido diputado suplente por la provincia de Abancay entre 1868 y 1871 durante el gobierno de José Balta y reelecto en 1872 durante el gobierno de Manuel Pardo. En función de la creación del departamento de Apurímac en 1873, desde 1874 fue considerado diputado por el departamento de Apurímac. 